# GEAS Basket
L'Associazione Sportiva Dilettantistica GEAS Basket è una società di pallacanestro femminile italiana di Sesto San Giovanni (città metropolitana di Milano). È una delle società più titolate d'Italia, vantando otto Scudetti, una Coppa Italia e una Coppa dei Campioni, tutti conquistati negli anni '70 durante la presidenza di Noè Trezzi e la gestione della sezione basket di Azeglio Maumary, che divennero gli artefici del “Grande Geas”.

## Storia
Il GEAS Basket nasce a Sesto San Giovanni nell'ottobre del 1955. Pochi mesi dopo la nascita della polisportiva GEAS (iniziali di Gruppo Escursionistico Atletico Sestese; più tardi il termine Sportivo si sostituirà a Sestese) che ora conta oltre 7.000 iscritti, 25 ragazze danno l'adesione per praticare a livello agonistico il basket, una scelta coraggiosa in quell'epoca lontana.
Nella stagione 1956-57 la squadra viene iscritta al primo campionato della sua storia, disputando la sua primissima partita ufficiale e perdendola di misura contro una formazione di Novara. Tutta Sesto comincia ad interessarsi alla pallacanestro e il GEAS Basket diventa presto un punto di riferimento per tutto il movimento cestistico, italiano prima ed internazionale poi.
Ha vinto otto scudetti, tra il 1969-70 e il 1977-78.

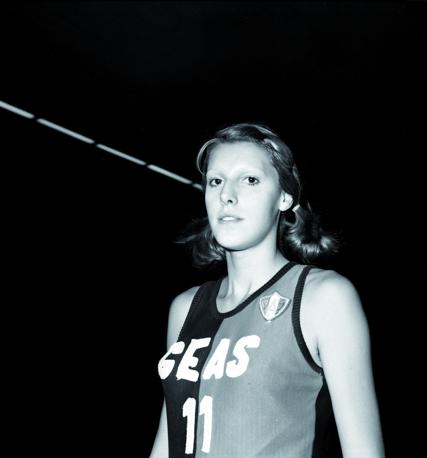
Mabel Bocchi in maglia GEAS, 1974

Nel 1985-86 arriva secondo nel girone B della prima fase e quinto nella seconda; ai play-off per lo scudetto, elimina Starter Parma e Sidis Ancona, fermandosi alle semifinali contro le campionesse della Primigi Vicenza. Nel 1986-87 si ripete l'eliminazione ad opera di Vicenza alle semifinali, dopo il quinto posto dopo la stagione regolare e le vittorie su Magenta e Priolo.
Seguono anni in cui il GEAS milita in Serie A2, dove si cerca di stendere un progetto per ritornare nella massima serie, ma sempre con una gestione oculata della società e delle finanze. La società si dimostra professionale e non intende intraprendere strade che i mezzi a disposizione non permetterebbero di affrontare. La stagione 2007-08 si rivela piena di eventi per il GEAS Basket: un campionato affrontato sempre con i mezzi a disposizione, con le atlete del vivaio ma comunque al vertice; la scomparsa prematura del presidente, ma soprattutto figura di riferimento per la società sestese, Natalino "Nat" Carzaniga; e infine la riconquista della serie A1 battendo ai play-off prima la Libertas Bologna e poi il Basket Team Crema.
Nella stagione 2008-09, la Bracco Sesto San Giovanni si qualifica per i play-off per lo scudetto classificandosi al sesto posto. Nei quarti di finale le sestesi vengono subito eliminate dall'Umana Venezia per 2-0.
Nella stagione 2009-10, la Bracco Sesto San Giovanni si qualifica per i play-off per lo scudetto classificandosi al settimo posto (pari punti con Pool Comense, arrivata sesta). Nei quarti di finale le sestesi vengono eliminate dal Club Atletico Faenza per 2-0. L'annata registra il successo della squadra U15 alle finali nazionali, primo scudetto della nuova gestione.
Nella stagione 2010-11, la Bracco Sesto San Giovanni si qualifica per i play-off per lo scudetto classificandosi al terzo posto (dietro Famila Wuber Schio e Cras Taranto). Nei quarti di finale le sestesi eliminano Pool Comense in tre partite, segnate dal caso Wabara. In semifinale affrontano Cras Taranto, perdendo di poco in casa la prima, e venendo eliminate alla quarta dopo essere risalite sul 2-1. Nella stagione le squadre giovanili U15 e U17 ripetono il successo dell'anno precedente, conquistando i titoli nazionali di categoria.
Dopo l'iscrizione al campionato 2012-13, sono venuti meno alcuni sponsor e la dirigenza ha deciso di rinunciare alla massima serie. Un mese dopo, la società ha sfruttato la decisione di riaprire le iscrizioni e si è così inserita in Serie A3. Ha poi vinto il campionato ed è stata promossa in Serie A2.
Nel campionato di Serie A2 2013-2014 perde in semifinale play off ma nella stagione successiva, 2014-2015, vince i play-off contro la Magika Castel San Pietro e viene promossa in Serie A1.

## Cronistoria
| Cronistoria del Geas Basket. |
| --- |
| - 1955 · fondazione dell'A.S.D. Geas Basket. - 1966-67 · 7ª in Serie A. - 1967-68 · 3ª in Serie A. - 1968-69 · 3ª in Serie A. - 1969-70 · 1ª in Serie A, campione d'Italia (1º titolo). - 1970-71 · 1ª in Serie A, campione d'Italia (2º titolo). - 1971-72 · 1ª in Serie A, campione d'Italia (3º titolo). - 1972-73 · 2ª in Serie A; Vince la Coppa Italia (1º titolo). - 1973-74 · 1ª in Serie A, campione d'Italia (4º titolo). Finalista di Coppa delle Coppe. - 1974-75 · 1ª in Serie A, campione d'Italia (5º titolo). - 1975-76 · 1ª in Serie A, campione d'Italia (6º titolo). - 1976-77 · 1ª nel Girone A di Serie A, 1ª nella Poule Scudetto, campione d'Italia (7º titolo). - 1977-78 · 1ª nel Girone A di Serie A, 1ª nella Poule Scudetto, campione d'Italia (8º titolo). Vince la Coppa dei Campioni (1º titolo). - 1978-79 · GBC, 1ª nel Girone A di Serie A, 4ª nella Poule Scudetto. - 1979-80 · 3ª nel Girone A di Serie A, 5ª nella Poule Scudetto. - 1980-81 · Bloch, 2ª nel Girone B di Serie A, 6ª nella Poule Scudetto, semifinalista play-off. - 1981-82 · Bloch, 1ª nel Girone B di Serie A, 3ª nella Poule finale, quarti dei play-off. - 1982-83 · Ronefor, 7ª nel Girone B di Serie A, 5ª nella Poule Recupero. - 1983-84 · Haribo, 8ª nel Girone B di Serie A, 7ª nella Poule Recupero, retrocessa in Serie A2. - 1996-97 · nel Girone A di Serie A2 d'Eccellenza, 1ª nella Poule Salvezza. - 1997-98 · 13ª in Serie A2 d'Eccellenza, rinuncia alla Serie A2. - 1998-99 · Falck, 13ª nel Girone A di Serie A2, retrocessa in Serie B. - 2002-03 · 10ª nel Girone Nord di Serie A2, salva ai play-out. - 2003-04 · 2ª nel Girone Nord di Serie A2, partecipa ai play-off. - 2004-05 · Gruppo IGB, 2ª nel Girone A di Serie A2. - 2005-06 · 8ª nel Girone Nord di Serie A2. - 2006-07 · 8ª nel Girone Nord di Serie A2. - 2007-08 · Tuv Italia, 3ª nel Girone Nord di Serie A2, vince i play-off, promossa in Serie A1. - 2008-09 · Bracco, 6ª in Serie A1, quarti dei play-off. - 2009-10 · Bracco, 7ª in Serie A1, quarti dei play-off. - 2010-11 · Bracco, 3ª in Serie A1, semifinalista play-off. - 2011-12 · Bracco, 8ª in Serie A1, rinuncia all'iscrizione. - 2012-13 · Paddy Power, 1ª nel Girone A di Serie A3, promossa in Serie A2. - 2013-14 · Paddy Power, 1ª nella Conference Nord-Ovest di Serie A2, 1ª nella Poule Promozione Girone A, semifinalista dei play-off. - 2014-15 · Paddy Power, 2ª nel Girone A della Serie A2, 2ª nella Poule Promozione Girone E. Vince i play-off promozione. promossa in Serie A1. Vincitrice della Coppa Italia di Serie A2. - 2015-16 · Paddy Power, 13ª in Serie A1, retrocessa in Serie A2. - 2016-17 · Paddy Power, 1ª nel Girone A di Serie A2, finale play-off promozione. - 2017-18 · 1ª nel Girone Nord di Serie A2, promossa in Serie A1 - 2018-19 · Allianz, 7ª in Serie A1, quarti di finale play-off. Finalista di Coppa Italia. - 2019-20 · Allianz, in Serie A1 (campionato interrotto) - 2020-21 · Allianz, 5ª in Serie A1, quarti di finale play-off. Quarti di finale di Coppa Italia. Quarti di finale di Supercoppa italiana. - 2021-22 · Allianz, 9ª in Serie A1. Quarti di finale di Coppa Italia. - 2022-23 · Allianz, 5ª in Serie A1, semifinali play-off; Quarti di finale di Coppa Italia. - 2023-24 · Allianz, 5ª in Serie A1, quarti di finale play-off; Semifinale di Coppa Italia. - 2024-25 · 6ª in Serie A1, quarti di finale play-off; 2ª nel Gruppo K di EuroCup, primo turno dei play-off. |

## Palmarès

### Competizioni nazionali
- Campionato italiano: 8

1969-70, 1970-71, 1971-72, 1973-74, 1974-75, 1975-76, 1976-77, 1977-78
- Coppa Italia: 1

1972-73
- Coppa Italia di Serie A2: 1

2015

### Competizioni europee
- Coppa dei Campioni: 1

1977-78

### Competizioni giovanili
- Scudetti giovanili (18)

Under 19: 2011-12, 2013-14
Juniores: 1970-71, 1973-74, 1974-75, 2003-04
Allieve: 1970-71, 1972-73, 1973-74
Ragazze: 1971-72
Propaganda: 1976-77
Under 17: 2010-11, 2011-12
Under 15: 2009-10, 2010-11
Under 14 "Join The Game": 2015-16
Under 13 "Join The Game": 2010-11, 2015-16

### Onorificenze
- Stella d'argento CONI 1985 al Merito sportivo
- Stella d'oro CONI 2004 al Merito sportivo

## Roster 2021-2022
Dal sito ufficiale.
| Allianz Geas Sesto San Giovanni | Allianz Geas Sesto San Giovanni |
| Giocatrici                      | Staff tecnico                   |
| ------------------------------- | ------------------------------- |

| 0  | Italia (bandiera)                              | PG | Caterina Dotto          | 1993 | 165 cm |  |  |
| 1  | Cipro (bandiera)                               | A  | Ivana Raca              | 1999 | 189 cm |  |  |
| 4  | Italia (bandiera)                              | P  | Elena Fietta            | 1995 | 165 cm |  |  |
| 4  | Italia (bandiera)                              | P  | Greta Ramon             | 2006 |        |  |  |
| 5  | Italia (bandiera)                              | P  | Giulia Arturi (C)       | 1987 | 175 cm |  |  |
| 6  | Italia (bandiera)                              | A  | Gaia Beachi             | 2003 |        |  |  |
| 6  | Italia (bandiera)                              | G  | Valentina Resemini      | 2005 | 172 cm |  |  |
| 7  | Italia (bandiera)                              | A  | Sara Ronchi             | 2003 | 182 cm |  |  |
| 9  | Italia (bandiera)                              | A  | Sara Crudo              | 1995 | 184 cm |  |  |
| 11 | Italia (bandiera)                              | P  | Federica Merisio        | 2003 | 170 cm |  |  |
| 12 | Stati Uniti (bandiera)                         | C  | Bashaara Keyana Graves  | 1994 | 188 cm |  |  |
| 14 | Italia (bandiera)                              | PG | Ilaria Panzera          | 2002 | 178 cm |  |  |
| 15 | Italia (bandiera)                              | A  | Laura Valli             | 2003 | 182 cm |  |  |
| 18 | Italia (bandiera)                              | A  | Valeria Trucco          | 1999 | 191 cm |  |  |
| 20 | Italia (bandiera)                              | C  | Elisa Ercoli            | 1995 | 190 cm |  |  |
| 24 | Stati Uniti (bandiera) · Porto Rico (bandiera) | G  | Jazmon Chameli Gwathmey | 1993 | 188 cm |  |  |

| Allenatore |
| - Cinzia Zanotti |
| Assistente/i |
| - Martina Gargantini - Gianmarco Petitto Legenda - (C) Capitano - Infortunato Roster Aggiornato al: 19 novembre 2021 |